# معركة وادي لكة (745)
معركة وادي لكة وهي أحد الثورات القيسية اليمنية في الأندلس. وقعت عام 127 هـ (إبريل 745) بين أبي الخطار الحسام بن ضرار الكلبي والصميل بن حاتم في وادي لكة.

## خلفية
عندما وصل أبو الخطَّار على رأس الطالعة الثانية من الشاميين للأندلس بعد طالعة بلج بن بشر الأولى، فأظهر العدل والإنصاف، وأطلق سراح الأسرى والسبي، وتوحَّدت كلمة المسلمين في الأندلس، وأنزل أهل الشام في الكُوَرِ، ومن هنا عاد الاستقرار والهدوء النسبي إلى الأندلس حينًا.
ولكن يبدو أن داء العصبية والقبلية كان متجذِّرًا في النفوس آنذاك، فما هي إلاَّ أيام حتى غلبت النزعة القبلية على أبي الخطَّار وهو يمني متعصب، ووصلت به عصبيته إلى أن تحاكم إليه يمني وقيسي، وكان القيسي أبلغ حُجة من اليمني، ولكن غلبت عليه عصبيته فحكم لليمني، فما كان للقيسي إلاَّ أنه ذهب إلى زعيم قومه القيسية وهو الصَّمِيل بن حاتم؛ ليطلب حقَّه المسلوب، فذهب الصَّمِيل إلى أبي الخطَّار، فأهان أبو الخطَّار الصَّمِيلَ، وضربه حتى اعوجَّت عمامته، فقال له بعض الحجَّاب وهو خارج من القصر: أقم عمامتك يا أبا الجَوْشَن. فقال: إن كان لي قوم فسيُقِيمُونها. وكان ذلك إيذانًا باشتعال أُوَار الحرب مرَّة أخرى بين القيسية واليمنية.

## المعركة
استطاع الصَّمِيل بن حاتم أن يجمع قومه، وأن يستقطب بعض الشخصيات اليمنية الساخطة على أبي الخطَّار من اللخميين والجُذَاميين، كان منهم ثوابة بن سلامة العاملي الجذامي، الذي وعده الصَّمِيل بالولاية إن هو انتصر على أبي الخطَّار.
وعجل أبو الخطَّار إلى لقاء الصَّمِيل وقومه القيسية، وكان اللقاء عند وادي لكة في رجب 127 هـ (إبريل 745) ، وقد تفرَّق جمع أبي الخطَّار بعد أن تقاعس الكلبيون عن قتال بني عمومتهم من اللخميين والجُذَاميين، ووجد أبو الخطَّار نفسه وحيدًا، فعزم على الفرار إلى قُرْطُبَة، ولكن الصَّمِيل قبض عليه وسجنه وخلعه، وولَّى مكانه ثَوَابَة بن سلامة الجُذَامي عام 128 هـ (745) ، فاجتمع رجال اليمنية من أنصار أبي الخطَّار لنصرته، واستطاعوا التغلُّب على حُرَّاسه، وأخرجوه من سجنه بقُرْطُبَة، فأقام بين قبائل كلب وحمص، واعترفوا به واليًا شرعيًّا على الأندلس، وبدأ أبو الخطَّار يأخذ خطوات عملية نحو استعادة مُلكه الضائع، الذي سلبه منه القيسية بزعامة الصَّمِيل، وتوجَّه بجموعه إلى قُرْطُبَة ليأخذها، فخرج إليه ثَوَابَة بن سلامة، فتفرَّق الناس عن أبي الخطَّار، وانسحب بجيشه، ليُعِيدَ الكرة مرَّة أخرى.